# 봉황초등학교 (전남)
봉황초등학교는 대한민국 전라남도 나주시 봉황면 죽석리에 있는 공립 초등학교이다.

## 학교 연혁
- 1922년 11월 24일 봉황공립보통학교(4년제) 개교설립인가 7월 19일
- 1933년 4월 1일 6년제로 승격
- 1938년 4월 1일 봉황남공립심상소학교로 개칭[1]
- 1941년 4월 1일 봉황남공립국민학교로 개칭[2]
- 1950년 6월 1일 봉황남국민학교 (명칭 변경)[3]
- 1963년 4월 25일 봉황국민학교 (명칭 변경)
- 1981년 3월 1일 병설유치원 설립
- 1992년 3월 1일 창룡분교장 편입
- 1995년 3월 1일 신황국민학교 통합
- 1996년 3월 1일 창룡분교장 본교에 통합
- 1996년 3월 1일 봉황초등학교로 개칭[4]
- 2006년 3월 1일 덕림분교장, 옥산분교장 본교에 통합
- 2019년 2월 15일 제94회 10명 졸업(총계 9,106명)
- 2020년 3월 1일 제33대 안순희 교장 부임
- 2022년 11월 24일 개교 100주년

## 참고 자료
- 봉황초등학교 - 한국교육학술정보원 학교알리미